# Albert Windisch
Pour les articles homonymes, voir Windisch (homonymie).
Albert Adam Windisch, né à Friedberg (Hesse) en 1878 et mort à Francfort en 1967, est un peintre, typographe et professeur allemand. 

## Biographie
Windisch poursuit ses études d'art à Berlin (Königliche Kunstschule de Berlin, puis académie prussienne des arts) et à partir de 1901 à Munich à l'académie des beaux-arts. Il devient membre en 1905 du corps professoral de la Kunstgewerblicheschule (école d'artisanat et d'arts appliqués) de Francfort, intégrée ensuite à l'École Städel. Il a créé en 1917 en tant que typographe les Windisch-Kursiv. Il devient enseignant spécialisé de graphique d'utilisation à l'École Städel de Francfort où il enseigne jusque dans les années 1960. Ses projets pour des affiches et des documents ont été demandés durant le Troisième Reich. En tant que peintre, Windisch produisait des portraits et des représentations de ses paysages préférés.

## Publications
Windisch a publié entre autres Die künstlerische Drucktype en 1953.